# 1. divizija »Garibaldi Natisone«
1. divizija »Garibaldi Natisone« je bila partizanska divizija, ki je delovala v sklopu NOV in POJ v Jugoslaviji med drugo svetovno vojno.
Ustanovljena je bila 1944.